# Аул Ашира Буркитбаева
Аул Ашира Буркитбаева (каз. Әшір Бүркітбаев, до 2005 г. — Туркистан) — аул в Сарысуском районе Жамбылской области Казахстана. Административный центр Туркестанского сельского округа. Код КАТО — 316041100.

## Население
В 1999 году население аула составляло 1133 человека (579 мужчин и 554 женщины). По данным переписи 2009 года, в ауле проживало 885 человек (440 мужчин и 445 женщин).